# 小行星8840
小行星8840（英語：8840）是一颗围绕太阳公转的小行星。1989年11月20日，上田清二、金田宏在钏路市发现了此天体。
这颗小行星的绝对星等为70.58777等。